# Marko Grujić
Marko Grujić (srbskou cyrilicí Марко Грујић; * 13. dubna 1996, Bělehrad) je srbský fotbalista a reprezentant hrající na postu záložníka, který hraje od roku 2020 za portugalský fotbalový klub Hertha BSC, kde byl zpočátku na hostování z anglického klubu Liverpool FC; následně do Porta přestoupil na trvalo.

## Klubová kariéra

### FK Crvena zvezda Bělehrad
Už od malička nastupoval za Crvenu zvezdu, kde prošel všemi kategoriemi. Dne 26. května 2013 poprvé debutoval za A-tým Crvene zvezdy, byl to zápas proti Vojvodině, bohužel zápas skončil prohrou 3:0.
10. května 2015 oznámil srbský deník Blic, že by chtěl Hamburger SV koupit Marka za 1,5 milionů €. O týden později Marko podepsal s Crvenou zvezdou smlouvu až do roku 2018.

### FK Kolubara (hostování)
Dne 1. září 2014 odešel na hostování do klubu FK Kolubara, kde odehrál 5 zápasů a vstřelil 2 góly.

### Liverpool FC
Dne 6. ledna 2016 přestoupil za uváděnou částku 5,1 milionu liber do anglického klubu Liverpool FC hrajícího Premier League. Podepsal zde čtyřletou smlouvu.

### FK Crvena zvezda Bělehrad (hostování)
Liverpool jej ponechal do konce sezóny 2015/16 na hostování v FK Crvena zvezda.

## Reprezentační kariéra
Reprezentoval Srbsko v mládežnických kategoriích. Na Mistrovství světa hráčů do 20 let 2015 na Novém Zélandu vybojoval se srbským týmem titul.
V A-mužstvu Srbska debutoval 25. 5. 2016 v přátelském zápase ve městě Užice proti reprezentaci Kypru (výhra 2:1).